# Digonocryptus narratorius
Digonocryptus narratorius är en stekelart som först beskrevs av Fabricius 1804.  Digonocryptus narratorius ingår i släktet Digonocryptus och familjen brokparasitsteklar. Inga underarter finns listade i Catalogue of Life.